# Tuzara
Tuzara è un comune della Moldavia situato nel distretto di Călărași di 3.015 abitanti al censimento del 2004.

## Località
Il comune è formato dall'insieme delle seguenti località (popolazione 2004):
- Tuzara (803 abitanti)
- Novaci (819 abitanti)
- Seliştea Nouă (1.393 abitanti)